# 2023 Asaph
Asaph (asteroide 2023) é um asteroide da cintura principal, a 2,074587 UA. Possui uma excentricidade de 0,2792308 e um período orbital de 1 783,58 dias (4,88 anos).
Asaph tem uma velocidade orbital média de 17,55597888 km/s e uma inclinação de 22,35211º.
Esse asteroide foi descoberto em 16 de Setembro de 1952 por Goethe Link Obs..
Foi batizado em homenagem a Asaph Hall, astrônomo estadunidense.